# Alexandre Pierre
Pour les articles homonymes, voir Pierre.
Alexandre Pierre, né le 25 février 2001 à Aubervilliers (France), est un footballeur international haïtien qui évolue au poste de gardien de but au FC Sochaux-Montbéliard.

## Biographie

### En club
Alexandre Pierre commence sa carrière junior chez les jeunes du Stade lavallois.
Rapidement il intègre l'équipe réserve du club, où il joue pendant une saison avant de rejoindre l'équipe réserve du SCO d'Angers.
En 2020, il signe dans l'équipe réserve du RC Strasbourg.
Le 1er juillet 2021, il signe son premier contrat professionnel avec le Racing Club de Strasbourg Alsace.
En décembre 2021, il signe un prêt d'une saison avec le FC Annecy alors en National.
En juin 2022, Alexandre est de retour de son prêt du FC Annecy.

### En sélection
Alexandre Pierre choisit de jouer en faveur de la sélection haïtienne.
Il est sélectionné pour la première fois le 4 juin 2022.
Il dispute l’intégralité des matchs de la Gold Cup 2023 en tant que titulaire.
Il joue également un match amical contre l'équipe nationale de Saint-Kitts-et-Nevis, match que sa sélection remporte 3-1.
Alexandre réalise trois clean sheet sur ses huit premiers matchs en sélection.
Au 13 juillet 2023, il possède 594 minutes de jeu avec sa sélection.

## Sponsor personnel
Alexandre Pierre est sous contrat sponsorisé avec la marque Uhlsport.